# Корона (астрономија)
Корона (лат. corona — „круна, венац“) обухвата задњи, тј. спољни део Сунчеве, али и атмосфере осталих звезда коју иначе чине три слоја; хромосфера, фотосфера и сама корона. Она је у суштини плазма која досеже температуре више од неколико милиона келвина за разлику од фотосфере која досеже температуре од око 6000 K. Део по део короне се лагано одувава у свемир тј. губи масу и то у облику сунчевог вјетра. Сам облик короне се непрестано мења, док јој је сјај до око милион пута мањи од фотосфере, те је због тога и теже уочљива. Корона се највише запажа за време потпуног помрачења Сунца или посебним телескопом — коронографом који блокира директну сунчеву светлост, а служи за снимање атмосфере звезда и посматрање објеката попут комета и екстрасоларних планета који круже око других звезда.
Јако високе температуре короне су збуњивале научнике и у 19. веку, тако да су предлагали да она садржи непознати елемент коронијум. Чињеницу да корона има температуре веће од 1 000 000 K открили су Готриан 1939. и Бенгт Едлер 1941, откривши короналне линије на спектру високо јонизираних метала (зелена Fe-XIV линија на 530,3 nm и црвена Fe-X линија на 637,4 nm).
Светло с короне долази из 3 различита главна извора, која се називају различитим именима, иако деле исту запремину и простор:
- К – корона, ознака К потиче од континуираног спектра, а то је светлост распршена брзим слободним електронима. Спектралне линије готово не постоје, због велике брзине електрона, па долази до Доплеровог ефекта и апсорпцијске лиње се готово не виде.
- Ф – корона, ознака долази од Јозефа фон Фраунхофера и Фраунхоферових апсорпционих линија на спектру светлости. Овде долази до распршења светлости на честицама прашине, које долазе из међупланетарног простора и заузимају врло велики простор, а на великој удаљеностима се називају и зодијачка светлост.
- Е – корона, ознака долази од спектралних емисионих линија, које стварају јони, који су присутни у короналној плазми. Спектралне линије се налазе у широком „забрањеном” подручју и топлом подручју, па су главни извор података о саставу короне.[2]

## Физичка својства
Сунчева корона ( 1 – 3 000 000 K) је топлија за око 200 пута од видљиве површине Сунца или фотосфере (у просеку 5 800 K). Осим тога, корона је за 1 000 000 000 000 пута ређа од форосфере. Корона је одвојена од фотосфере с релативно танким слојем хромосфере. Прави механизам како долази до толиког грејања короне, још није сасвим познат, али се сматра да највероватније због индуктивног деловања Сунчевог магнетског поља на плазму у корони (види: Лоренцова сила). Пре се сматрало да то настаје због притиска звучних таласа из унутрашњости Сунца, али је утврђено да и младе звезде имају корону, где је присутно јако магнетско поље, те се од те теорије све више одустаје. Спољни делови короне стално одлазе са Сунца, дуж отворених магнетских линија, у облику Сунчевог ветра.
Корона није увек једнолико распоређена по површини Сунца. За време мирног раздобља, корона је више или мање распоређена по екваторијалном делу, с короналним шупљинама на половима. С друге стране, за време Сунчевог активног раздобља, корона је једнолико распоређена и по екваторијалним и по поларним подручјима, иако је најиспупченија у подручју Сунчевих пега. Трајање Сунчевог циклуса је у просеку 11 година, од Сунчевог минимума до Сунчевог максимума, када се Сунчево магнетско поље стално увија (због диференцијалне ротације – различити делови Сунца се окрећу с различитим угаоним брзинама, екваторијални појаси се окрећу брже од полова). Сунчеве пеге су активније за време максимума Сунчевог магнетског поља. Са Сунчевим пјегама су повезани и коронални лукови, где се лук магнетског поља уздиже из Сунчеве унутрашњости. Магнетски ток гура топлију фотосферу у страну, откривајући „хладније” и тамније делове, који се називају Сунчевим пјегама.
Од времена када је корона била фотографирана с високом резолуцијом уз помоћ X-зрака, са сателита Скајлаб 1973, и касније са Јокок и осталих свемирских инструмената, видело се да је структура короне јако различита и сложена и још је нових различитих зона забилежено. Астрономи обично разликују неколико подручја.

### Активна подручја
Активна подручја су подручја прикључака лучних структура магнетских полова на фотосфери, који се називају коронални лукови. Углавном су распоређени у две зоне активности, које су паралелне с екватором. Просечна температура је између 2 и 4 милиона Келвина, док је густина од 109 до 1010 честица по cm3.
Активна подручја укључују појаве које су директно повезане с магнетским пољем и појављује се на различитим висинама Сунчеве површине: Сунчеве пеге и факуле (светле мрље) се појављују у фотосфери, спикуле и  праменови у хромосфери, проминенције (протуберанце) у хромосфери и прелазном подручју, те Сунчеве бакље и коронални избачаји маса, који се дешавају у корони и ромосфери (Сунчеве бакље су веома снажне и могу пореметити и фотосферу). С друге стране, мирне проминенције су велике, хладније структуре које се опажају као тамни, змијолики Hα праменови на Сунчевом диску. Њихова температура је 5000 – 8000 K, и обично се сматрају као обележја хромосфере.

#### Коронални лукови
Коронални лукови (енгл. coronal loops) су основна структура магнетичне Сунчеве короне. Ти лукови су врло слични по својствима короналним шупљинама с отвореним магнетским током и Сунчевом ветру. Лукови магнетског тока се дижу прилично с тела Сунца и пуне су сунчеве плазме. Због повећања магнетских активности у подручјима с короналним луковима, они често могу бити претходници Сунчевим бакљама и короналним избачајима маса.
Сунчева плазма пунећи ту структуру, је и гре са 6000 K на око 1 000 000 K из фотосфере, преко прелазног подручја, до короне. Често, Сунчева плазма пуни коронални лук с једне тачке и излази с друге тачке (сифон проток због разлике притисака, или асиметрични проток због осталих погона).
Када плазма иде горе из подножја према врху лука, како се увек дешава за време почетне фазе компактне бакље, онда се то назива хромосферска евапорација. Када плазма се брзо хлади, падајући доле према фотосфери, онда је то хромосферско утечњавање (кондензација). Ако се плазма хлади брзо у том подручју (због топлотне нестабилности), ствара тамне праменове на Сунчевом диску или проминенције с краковима.
Коронални лукови могу трајати секундама (у случају појаве пламена), минутама, сатима или данима. Обично коронални лукови трају дуже време, те су познати као стабилни или мирни коронални лукови, где постоји равнотежа извора енергије лукова и одвођења.
Коронални лукови су постали веома важни за посматрање, у покушају да се разуме коронални проблем загрејавања. Они су извор плазме с великим зрачењем и могу се лако посматрати.

#### Структуре великог опсега
Структуре великог опсега (енгл. large-scale structures) су веома дуги лукови, који могу прекрити четвртину Сунчевог диска, али садрже плазму мање густине од короналних лукова на активним подручјима. Та појава је примећена први пут 1968 године. Структуре великог опсега короне се мењају у 11-годишњем периоду Сунчевог циклуса и постају једноставне за време минимума, када је магнетско поље слично биполном магнету.

#### Међуповезнице активних подручја
Међуповезнице активних подручја (енгл. interconnections of active regions) су лукови који спајају подручја супротног магнетског поља, али из различитих активних подручја. Значајне разлике те структуре се често виде након бакље.
Сличне појаве су и капне траке – велике короналне структуре које личе на капе, с дугим врховима, који наткрију Сунчеве пеге и активна подручја. Короналне траке се сматрају изворима спорог Сунчевог ветра.

#### Праменове шупљине
Праменове шупљине (енгл. filament cavities) су подручја која изгледају тамна у X-зрацима и налазе се изнад подручја где  праменови се примећују у хромосфери. Примећене су први пут 1970.
Праменове шупљине су хладнији облаци плинова, који лебде изнад Сунчеве површине због магнетских сила. Та подручја хладног магнетског поља, изгледају тамно на сликама, јер немају топле плазме у себи. Заправо, магнетски притисак и притисак плазме морају бити непромењиви у хелиосфери, да би постојала равнотежа: где је магнетско поље јаче, плазма треба бити хладнија и ређа. Притисак плазме p се може израчунати из једначине стања за идеалне гасове: , где је n - густина честица,  – Болцманова константа и T – температура плазме. Из једначине се види да ће се притисак плазме смањити, ако се температура плазме смањи или где се подручја јаког магнетског поља празне. Иста физичка појава се може примјетити код Сунчевих пега у фотосфери.

#### Светле тачке
Светле тачке (енгл. bright points) су мала активна подручја која су раширена по целом Сунчевом диску. Оне су откривене први пут 1969. и називају се факуле.
Подручја Сунчеве површине, покривена са светлим тачкама, се мењању зависно од Сунчевог циклуса. Температуре се мењају од 1 100 000 K до 3 400 000 K. Температуре су повезане с променама емисије X-зрака.

### Короналне шупљине
Короналне шупљине (енгл. coronal holes) се појављују на половима Сунца и изгледају тамно са X-зракама, будући да не зраче пуно. То су велика подручја Сунца, где је магнетско поље с једним полом и отвара се према међупланетарном простору. Сунчев ветар с великим брзинама углавном излази из тог подручја.
УВ слике короналних шупљина, откривају мале структуре, сличне издуженим малим балонима, које често лебде у Сунчевом ветру. Изгледају као короналне перјанице или као дуге врпце које излазе са Сунчевих полова.

### Мирно Сунце
Подручја Сунца која нису део активних подручја и короналних шупљина, се често назива мирно Сунце (енгл. quiet Sun).
Екваторијална подручја имају већу брзину ротације од поларних. Као резултат Сунчеве диференцијалне ротације је да активна подручја се појављују у две групе, паралелно с екватором и њихова јачина се повећава за време максимума Сунчевог циклуса, док готово нестану за време минимума. Зато се мирно Сунце увек подудара с екваторијалним зонама и његова површина је мања за време максимума Сунчеве активности. За време минимума Сунчеве активности, мирно Сунце покрива готово цело подручје, осим неких светлих тачака и полова, где су короналне шупљине.